# Kenyapithecus
Kenyapithecus wickeri es una especie extinta de primate homínido que solo se conoce por sus restos fósiles descubiertos por Louis Leakey en 1961 en el sitio denominado Fort Ternan en Kenia. La mandíbula superior y los dientes fueron datados en 14 millones de años.
Una hipótesis establece que Kenyapithecus, que es un simio, podría ser el ancestro común de todos los grandes simios. Investigaciones más recientes sugieren que Kenyapithecus es más primitivo que el antepasado común propuesto y que es sólo ligeramente más moderno que el entonces Proconsul considerado también como un simio.
La evidencia sugiere que Kenyapithecus wickeri fue una de las especies que inició la radiación de simios fuera de África.

## Morfología
Teniendo en cuenta el aspecto moderno de los dientes de Kenyapithecus Louis Leakey afirmó que Kenyapithecus es "un ancestro temprano de la humanidad." (Science 27 de agosto de 1999, Carl Zimmer)
Kenyapithecus posee adaptaciones craneodentales las cuales se encuentran también en los monos Pitheciinae para comer frutos duros tales como nueces. Kenyapithecus también posee adaptaciones en los huesos de las extremidades adaptadas para desplazarse "sobre los nudillos" (en realidad es sobre la cara anterior de las segundas falanges de los dedos segundo a quinto) en un modo de locomoción semiterrestre. Esto indicaría que antes de la evolución del bipedismo los ancestros del hombre se desplazaban "sobre los nudillos"; sin embargo La existencia de restos fósiles tales como los del género Ardipithecus y Danuvius guggenmosi, plantea un problema con esta teoría, y lleva a plantear la teoría de que los ancentros más basales podrían ya haber sido bípedos incluso mientras se movían aun sobre los árboles, y que no se desplazó de manera similar a los chimpancés
Kenyapithecus wickeri tienen características distintivas, especialmente los detalles en el diente canino el cual es similar a los simios modernos.